# 刘鸿亮
刘鸿亮（1932年6月20日—），辽宁大连人，中国环境工程专家，中国水环境研究领域的带头人，1994年当选中国工程院院士。刘鸿亮是短跑运动员、“中国奥运第一人”刘长春的第三子，其弟刘鸿图为大连理工大学教授。
他于1954年毕业于清华大学土木系给水排水专业，后留校先后任过室副主任、主任、系副主任、主任。擔任過湖南大学环境保护研究所、环境科学与工程系教授、博士生导师。也是中国海洋大学双聘院士。
2008年3月24日，刘鸿亮在希腊奥林匹亚参加了2008年夏季奧林匹克運動會火炬接力。